# SUCO
Certifikace SUCO je oborová certifikace společností nakládajících s odpady. Poskytovatelem certifikace je Spolek pro udělování certifikátu „Odborný podnik pro nakládání s odpady“.

## Popis
Smyslem certifikace je ověření organizačního, technického, technologického a personálního zabezpečení poskytovaných služeb, včetně důrazu na specifickém druhu pojištění případných škod na složkách životního prostředí. Certifikace objednateli služeb v oblasti nakládání s odpady (municipality, specializované firmy i soukromníci) vypovídá o tom, že daná společnost pracuje kvalitně a spolehlivě a navíc je pod dozorem třetí, nezávislé strany, která dozoruje prováděné činnosti a ověřuje jejich kvalitu.
Tento garanční systém všestranné kvality v oblasti odpadového hospodářství byl založen v roce 2003 na základě spolupráce oborových sdružení (ČAOH, SVPS, APOREKO) s Ministerstvem životního prostředí.

## Historie
Certifikace vychází z německého odpadového zákona a v této zemi je nutnou podmínkou pro vykonávání činnosti v oblasti odpadového hospodářství. Specifická certifikace zvaná „Entsorgungsfachbetrieb“, česky „Odborný podnik pro nakládání s odpady“ zde postupně nahrazuje ISO normy a ADR. 
V České republice byly požadavky této certifikace modifikovány podle rakouského modelu, kde tato certifikace není povinná ze zákona, ale tržní prostředí neakceptuje nabídky společností, které tuto certifikaci nemají.
Vedení SUCO je členem asociace EVGE (Německo), která dále sdružuje Rakousko, Švýcarsko, Polsko, Slovensko a Holandsko. 
V České republice je aktuálně certifikováno 22 společností nakládajících s odpady, (např. Pražské služby, A.S.A., AVE CZ, RUMPOLD atd.).